# Чемпіонат України з футболу серед жінок 2012: вища ліга
Чемпіонат України з футболу серед жінок 2012: вища ліга — 21-й чемпіонат України з футболу, який проводився серед жіночих колективів. Турнір стартував 21 квітня, а завершився 12 жовтня 2012 року. Звання чемпіона України вдруге поспіль завоював харківський «Житлобуд-1». Найкращим бомбардиром змагання стала нападаюча чемпіонок Ольга Овдійчук, яка відзначилася в 13 матчах 18 голами.

## Учасники
У чемпіонаті в 2012 році взяли участь 8 команд. З учасників минулого сезону чемпіонат позбувся команди «Ятрань-Базис» (Уманський р-н). Турнір поповнився ще одним представником Харкова — дебютантом вищої ліги «Житлобуд-2».
| Клуб         | Місто                         |
| ------------ | ----------------------------- |
| Атекс        | Київ                          |
| Донеччанка   | Донецьк                       |
| Житлобуд-1   | Харків                        |
| Житлобуд-2   | Харків                        |
| Іллічівка    | Маріуполь                     |
| Легенда-ШВСМ | Чернігів                      |
| Нафтохімік   | Калуш                         |
| Родина-Ліцей | Костопіль, Рівненська область |

## Турнірна таблиця
| М | Команда                    | І  | В  | Н | П  | РМ    | О  |
| - | -------------------------- | -- | -- | - | -- | ----- | -- |
| 1 | «Житлобуд-1» (Харків)*     | 14 | 12 | 1 | 1  | 69−7  | 37 |
| 2 | «Нафтохімік» (Калуш)       | 14 | 11 | 1 | 2  | 54−8  | 34 |
| 3 | «Донеччанка» (Донецьк)     | 14 | 9  | 2 | 3  | 36−18 | 29 |
| 4 | «Легенда-ШВСМ» (Чернігів)  | 14 | 7  | 1 | 6  | 42−14 | 22 |
| 5 | «Родина-Ліцей» (Костопіль) | 14 | 5  | 2 | 7  | 13−28 | 17 |
| 6 | «Житлобуд-2» (Харків)      | 14 | 2  | 3 | 9  | 10−72 | 9  |
| 7 | «Іллічівка» (Маріуполь)    | 14 | 1  | 2 | 11 | 13−51 | 5  |
| 8 | «Атекс» (Київ)             | 14 | 0  | 4 | 10 | 6−45  | 4  |

Примітка: * Кваліфікаційний раунд Ліги чемпіонів УЄФА

## Результати матчів
| Команда                       | ЖБ1 | НАФ | ДОН | ЛЕГ | РОД | ЖБ2  | ІЛЧ | АТЕ  |
| ----------------------------- | --- | --- | --- | --- | --- | ---- | --- | ---- |
| 1. «Житлобуд-1» (Харків)      |     | 1:0 | 3:0 | 2:0 | 2:0 | 13:0 | 9:1 | 10:0 |
| 2. «Нафтохімік» (Калуш)       | 0:3 |     | +:- | 2:0 | 6:0 | 10:0 | 5:0 | 6:1  |
| 3. «Донеччанка» (Донецьк)     | 1:1 | 2:2 |     | 5:4 | 1:0 | 7:0  | 4:1 | 5:0  |
| 4. «Легенда-ШВСМ» (Чернігів)  | 2:1 | 0:2 | 0:1 |     | 5:0 | 11:0 | 6:0 | 0:0  |
| 5. «Родина-Ліцей» (Костопіль) | 1:6 | 0:4 | 1:0 | 1:0 |     | 4:0  | 3:2 | 1:1  |
| 6. «Житлобуд-2» (Харків)      | 0:5 | 1:6 | 1:6 | 0:5 | 1:1 |      | 1:1 | 2:2  |
| 7. «Іллічівка» (Маріуполь)    | 1:9 | 0:3 | 2:3 | 0:4 | -:- | 1:3  |     | 3:0  |
| 8. «Атекс» (Київ)             | 1:4 | 0:5 | 0:1 | 0:5 | 0:1 | 0:1  | 1:1 |      |

## Найкращі бомбардири
| # | Футболіст         | Команда                   | Голи (пен.) | Матчі |
| - | ----------------- | ------------------------- | ----------- | ----- |
| 1 | Ольга Овдійчук    | «Житлобуд-1» (Харків)     | 18          | 13    |
| 2 | Анна Воронина     | «Донеччанка» (Донецьк)    | 13          | 13    |
| 3 | Таїсія Нестеренко | «Житлобуд-1» (Харків)     | 10          | 13    |
| 4 | Таміла Хімич      | «Легенда-ШВСМ» (Чернігів) | 10          | 13    |
| 5 | Марія Тихонова    | «Житлобуд-1» (Харків)     | 10 (1)      | 11    |
| 6 | Ірина Шундровська | «Житлобуд-1» (Харків)     | 9           | 12    |
| 7 | Ольга Бойченко    | «Нафтохімік» (Калуш)      | 9           | 13    |